# Ава-одори
Ава-одори (яп. 阿波踊り, танец [страны] Ава) — один из традиционных японских танцев на праздник Обон, возникший изначально на территории префектуры Токусима (Сикоку). Фестиваль Ава-одори в городе Токусиме — крупнейший танцевальный фестиваль в стране, ежегодно его посещает более 1,3 миллиона человек.
На Ава-одори по улицам проходят группы танцоров и музыкантов, известные под названием «рэн» (яп. 連). Им аккомпанируют музыканты, играющие на тайко, цудзуми, сямисэнах, синобуэ и колоколах «канэ» (яп. 鉦). Выступающие одеты в традиционные костюмы для обона и распевают песни на всём своём пути.
Ава — это старое название Токусимы, а слово «одори» означает разновидность японского танца.

## История
Самые ранние истоки Ава-одори находятся в буддийских религиозных танцах периода Камакура Нэмбуцу-одори и Фурю-одори (яп. 風流踊り фу:рю:одори). Постепенно танцы влились в празднование Обона, однако называть их «Ава-одори» стали лишь в XX веке, хотя танцы на Обон были знамениты в Токусиме уже в XVI веке — первое изображение Ава-одори принадлежит кисти Судзуки Фуё, жившего в 1752—1816 годах.
Народная версия происхождения связывает появление Ава-одори с шумными танцами дзомэки (яп. ぞめき), которые проводили близ замка Токусимы с самого момента его основания — после завершения строительства Хатисука Иэмаса устроил пышное празднование, сопровождавшееся танцами. Эта версия нашла отклик в словах песни Ава-ёсиконо (яп. 阿波よしこの), местной версии песни Ёсиконо-буси (яп. 良子の武士), посвящённой Хатисуке Иэмасе и благодарящей его за то, что он дал людям Ава-одори. Однако, согласно историку Миёси Сёитиро, она впервые была напечатана в газете Майнити симбун в 1908 году и не имеет под собой твёрдых доказательств; неизвестно, когда были написаны слова песни — до или после выхода статьи.

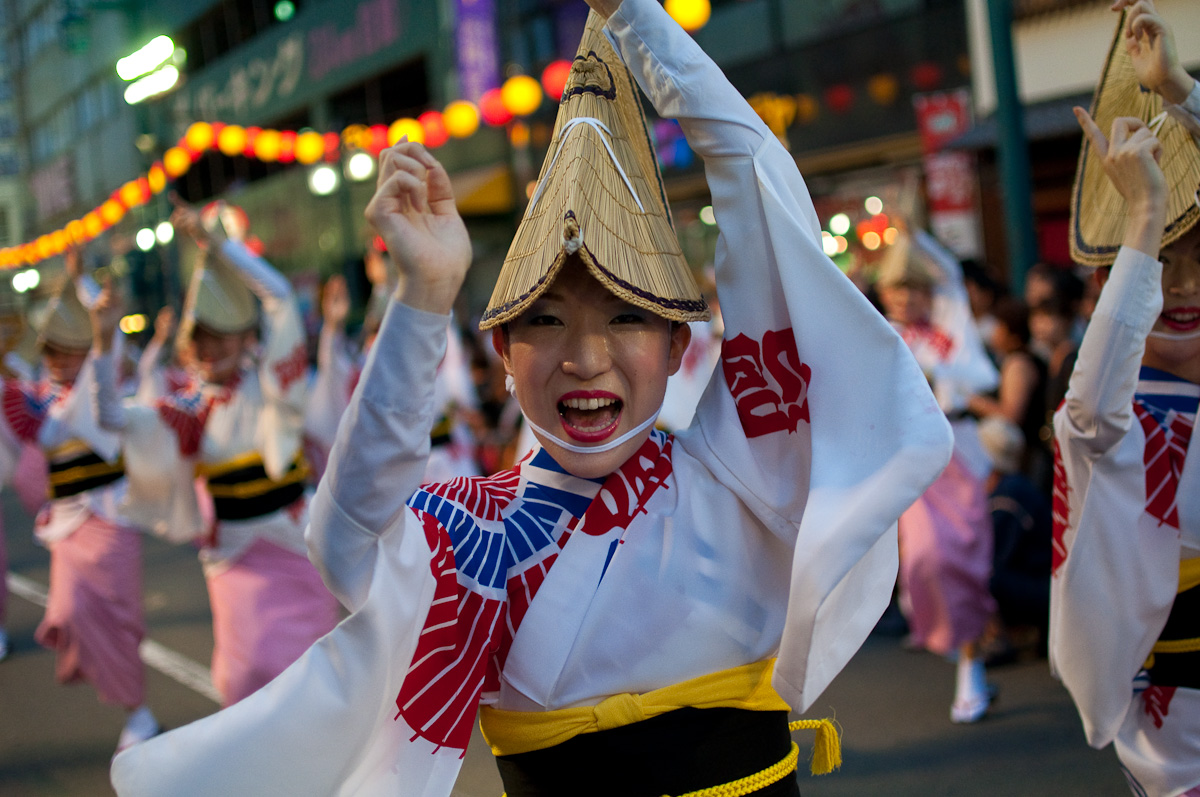
префектура Токусима

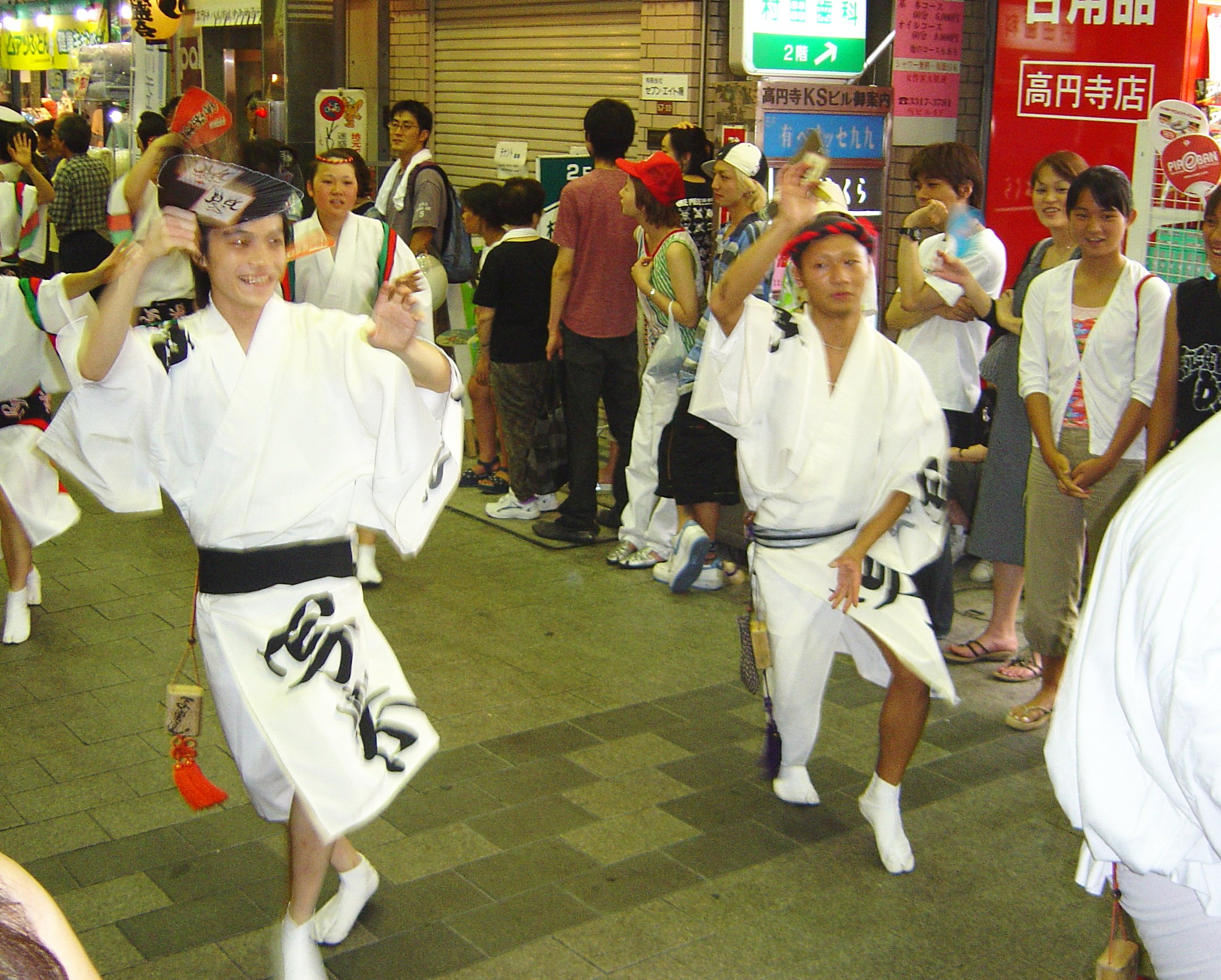
Коэндзи, Токио

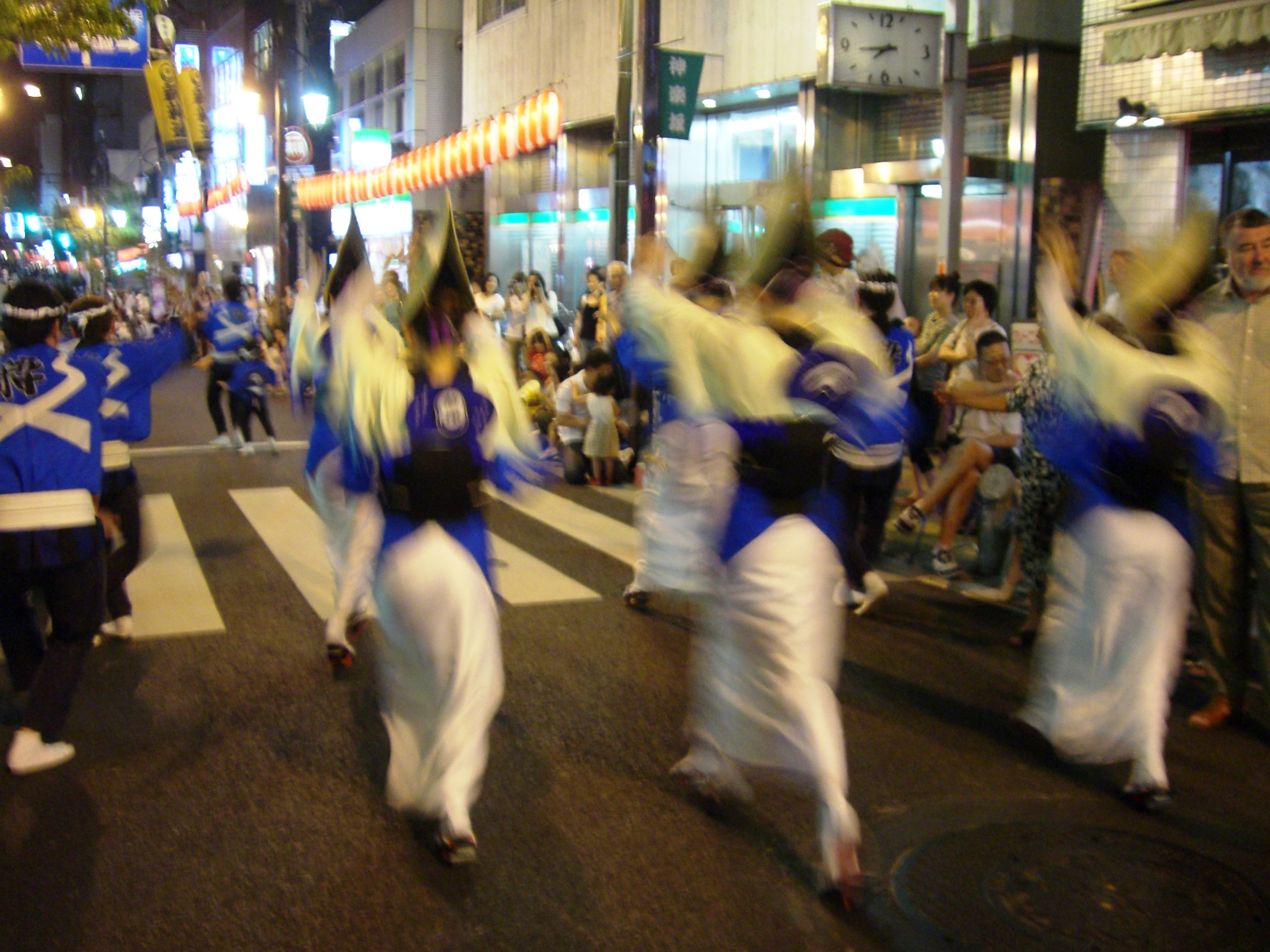
Кагурадзака

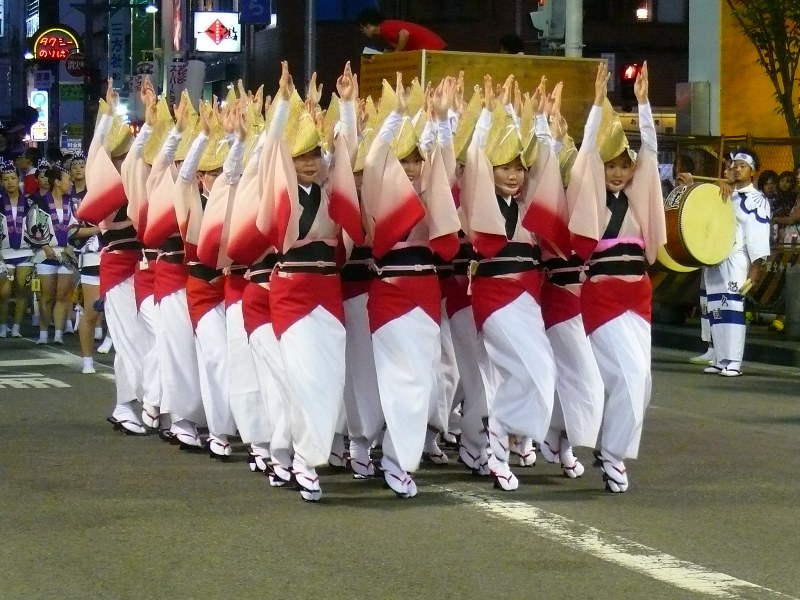

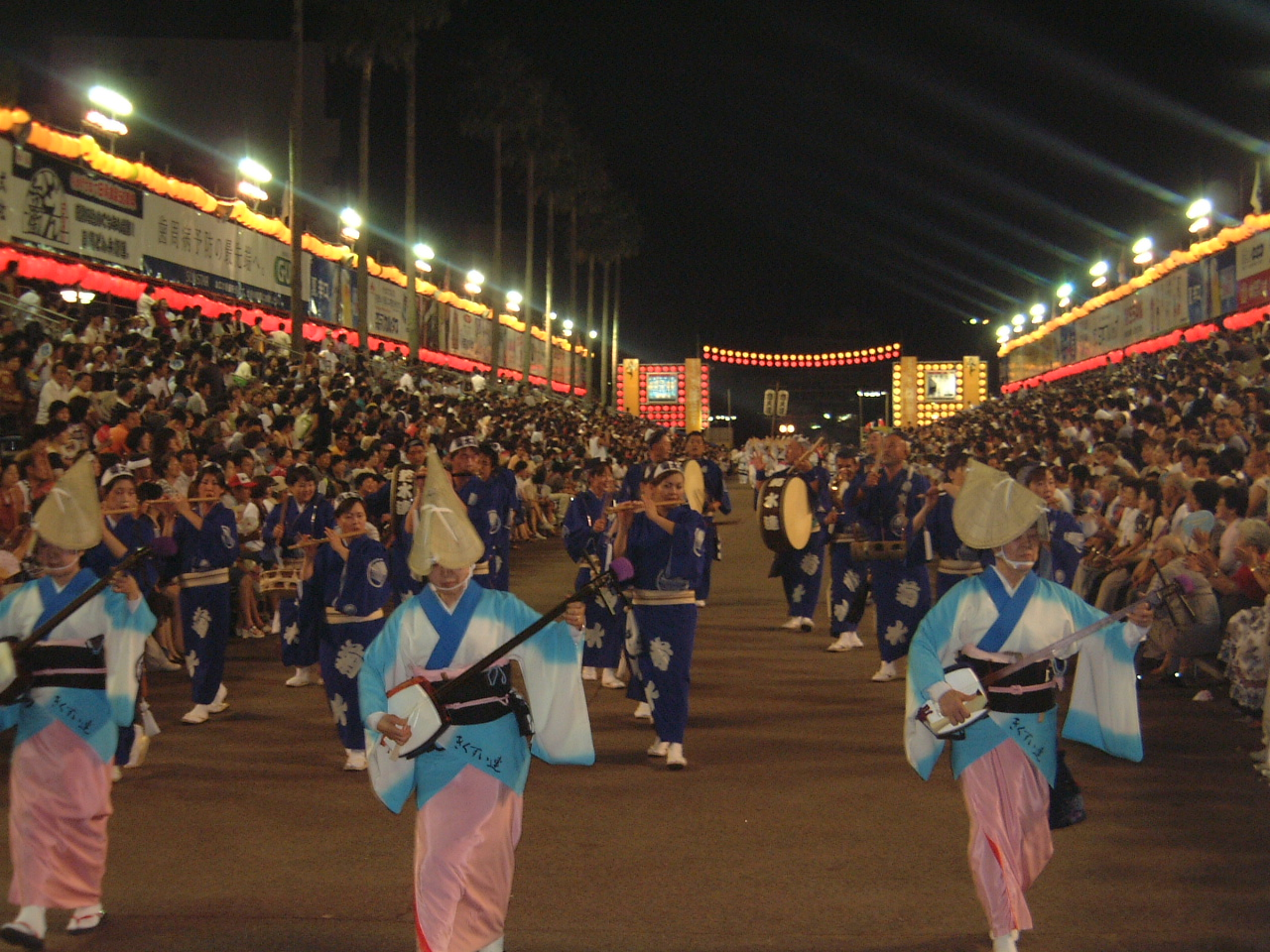
музыканты-наримоно

Некоторые доказательства существования Ава-одори можно получить из указов, выпущенных администрацией Токусима-хана. Указ 1671 года:

1. Бон-одори можно праздновать (танцевать) лишь три дня.

2. Самураям запрещено посещать публичные празднования. Они могут танцевать на личных участках с закрытыми воротами. Запрещены споры и недостойное поведение.

3. Танцы на бон-одори запрещены на территории всех храмов.

Этот закон свидетельствует о том, что в XVII веке Ава-одори был известным и большим праздником, который шёл больше трёх дней и уже угрожал нормальному функционированию городской жизни. Самураи стали тоже участвовать в празднестве вместе с крестьянами и торговцами, пятная себя скандалами и неподобающим поведением. В 1674 году было утверждено, что «исполнителям и зрителям запрещено иметь при себе мечи (деревянные или другие), кинжалы и шесты». В 1685 году было запрещено танцевать после полуночи и носить закрывающие голову или лицо одежды, что предполагает наличие в прошлом серьёзных проблем с соблюдением общественного порядка.
В период Мэйдзи фестиваль почти прекратился, поскольку из-за импорта дешёвых синтетических красителей знаменитый ранее токусимский индиго упал в цене, а его производители, финансировавшие Ава-одори, разорились. Возрождение фестиваля произошло в начале периода Сёва (1930-е), когда местные власти переименовали танцы в «Ава-одори» и начали их продвигать в качестве основной туристической достопримечательности региона.

## Ава-ёсиконо
Песня, которую поют на Ава-одори, называется «Ава-ёсиконо», это местная версия популярной песни периода Эдо «Ёсиконо-буси». Некоторые строки поют, другие читают нараспев. Мелодия происходит из города Кумамото на Кюсю, но токусимская версия пришла из префектуры Ибараки, откуда она распространилась в Нагою и Кансай. В словах первого куплета поющие благодарят
«господина Хитисуку»:
| Японский язык | Чтение | Перевод |
| --- | --- | --- |
| ハアラ エライヤッチャ エライヤッチャ ヨイ ヨイ ヨイ ヨイ 阿波の殿様 蜂須賀さまが 今に残せし 阿波踊り ハアラ エライヤッチャ エライヤッチャ ヨイ ヨイ ヨイ ヨイ 笹山通れば 笹ばかり 猪 豆喰て ホウイ ホイ ホイ 笛や太鼓の よしこのばやし 踊りつきせぬ 阿波の夜 ハアラ エライヤッチャ エライヤッチャ ヨイ ヨイ ヨイ ヨイ 踊る阿呆に見る阿呆 同じ阿呆なら 踊らにゃ損々 ハアラ エライヤッチャ エライヤッチャ ヨイ ヨイ ヨイ ヨイ | ха: ра эраияття эраияття ёи ёи ёи ёи ава-но тоно-сама хатисука-сама га има-ни нокосэси ава-одори ха: ра эраияття эраияття ёи ёи ёи ёи сасаяма тоорэба саса-бакари иносиси масэкуитэ хо: и хои хои фуэ я тайко-но ёсиконо-баяси одори цукисэну ава-но ёру ха: ра эраияття эраияття ёи ёи ёи ёи одору ахо-ни миру ахо онадзи ахо нара одораня сон-сон ха: ра эраияття эраияття ёи ёи ёи ёи | Ха: ра эраияття эраияття Ёи ёи ёи ёи Владыка Авы, господин Хатисука, До сего дня сохранил Ава-одори Ха: ра эраияття эраияття Ёи ёи ёи ёи Если пройти у Сасаямы, где один лишь бамбук, Горный кабан пожирает бобы, уи-уи-уи! Оркестр Ёсиконо из флейт и барабанов, Бесконечный вечер в Аве Ха: ра эраияття эраияття Ёи ёи ёи ёи На танцующих глупцов смотрят глупцы; так как все они глупцы, Давайте танцевать! Ха: ра эраияття эраияття Ёи ёи ёи ёи |

Песню обычно исполняют в те моменты парада, когда танцоры останавливают парад и исполняют танец на месте, к примеру, на перекрёстке или перед зрителями на платных трибунах. Не во всех группах есть певцы, но танцоры и музыканты часто спонтанно начинают декламировать фрагмент предпоследнего куплета: «На танцующих глупцов смотрят глупцы; так как все они глупцы, давайте танцевать!» Кроме того, они периодически оглашают окрестности бессмысленными рифмовками вроде «яттоса-яттоса», «хаяття-яття», «эраи яття, эраи яття», «ёи, ёи, ёи».

## Танец
Днём исполняют спокойный танец «Нагаси», а вечером — бурный «дзомэки». Зрители часто присоединяются к танцу.
Женщины и мужчины танцуют по-разному. Мужчины выбрасывают правую ногу и руку вперёд, касаются носком земли, а затем шагают правой ногой накрест. Действие повторяют левой рукой и левой ногой. В процессе руки описывают треугольники. Мужчины танцуют согнувшись, вскинув руки выше плеч. Последовательность танца для женщин та же, однако из-за тесного кимоно они не могут ни согнуться, ни делать больших шагов. Женщины чаще всего танцуют скученно, обутые в гэта (мужчины носят дзори). Дети и подростки обычно танцуют мужской вариант танца, а в последние годы молодые женщины тоже стали предпочитать этот вариант.
Мужчины одеты в куртки хантэн (яп. 袢纏), за что один из их танцев зовут «хантэн-одори», и в юкаты. Женщины носят юкаты с нижними юбками, особыми нарукавниками, повязанные оби узлом «тайко-мусуби», и соломенные шляпы «амигаса» (яп. 網笠). Мужчины часто прыгают, а также используют круглые веера и тэнугуи.

## Ава-одори за пределами Токусимы
В токийском районе Коэндзи с 1956 года силами мигрантов из Токусимы проводится свой фестиваль Ава-одори, это второй по величине ава-одори в Японии: в среднем там выступает 188 групп танцоров общим числом 12 000, он привлекает 1,2 миллиона зрителей. Кроме того, ава-одори проходит в токийском квартале Кагурадзака.
Так же в течение праздника Обон фестивали Ава-одори проводятся в нескольких десятках других мест Японии.

## Кино
Действие молодёжного фильма 2007 года Ава-дэнс происходит на Ава-одори.

### Официальные сайты
- Ава-одори: Японская национальная туристическая организация
- Ава-одори на сайте префектуры Токусима Архивная копия от 7 октября 2012 на Wayback Machine

### Прочее
- Ава-одори в Коэндзи (англ.)
- Домашняя страница фестиваля (яп.)
- Ава-одори на web-japan.org (англ.)
- Танец глупцов на www.pilotguides.com (англ.)
- Dyeing to Dance: перевод на английский язык Мака Вишневски (англ.)
- Видео с Ава-одори (англ.)